# Tomáš Zubzanda
Tomáš Zubzanda (* 10. května 1976) je český rozhodčí ledního hokeje pocházející z Karlových Varů. Během sezóny 2014/2015 rozhodoval utkání první ligy, tedy druhé nejvyšší soutěže v České republice. Předtím ale již soudcoval i utkání nejvyšší soutěže, tedy extraligy. Během sezóny 2015/2016 rozhoduje utkání první hokejové ligy.